# خبز وقيفي
خبز وقيفي هو نوع من الخبز الإيراني الذي يحتوي عادة على كمية أكبر من الدقيق مقارنة بالخبز التقليدي، ويتمتع بسمك رقيق وشكل مُسطح، ويُصنع الخبز في حفرة تُسمى التنور.[بحاجة لمصدر]